# Schutzgebiete des Großen Panda in Sichuan
Die Schutzgebiete des Großen Panda in Sichuan (chinesisch 四川大熊貓棲息地 / 四川大熊猫栖息地, Pinyin Sìchuān Dàxióngmāo Qīxīdì) bilden ein aus mehreren Teilen bestehendes, seit dem Jahr 2006 zum Weltnaturerbe der UNESCO zählendes Gebiet in der chinesischen Provinz Sichuan.

## Beschreibung
Die Schutzgebiete befinden sich am Westrand des Sichuan-Beckens im Qionglai-Gebirge (邛崃山, Qionglai Shan) und Jiajin-Gebirge (夹金山, Jiajin Shan) am Übergang von der Chengdu-Ebene zur Qinghai-Tibet-Hochebene. Das Schutzgebiet besteht aus sieben Naturschutzgebieten (自然保护区) und neun Landschaftsschutzgebieten (风景名胜区), die sich über vier Verwaltungseinheiten auf Bezirksebene erstrecken und ein Gebiet von 924.500 ha (9245 km²) umfassen. Das eigentliche Schutzgebiet ist von einer 527.100 ha (5271 km²) großen Pufferzone umgeben. Das Schutzgebiet umfasst Gebiete mit einem Höhenunterschied von 5670 Metern, angefangen von der subtropischen, über die gemäßigte bis zur alpinen Klimazone.

### Geografische Abgrenzung der Schutzgebiete
Die folgenden Tabellen geben die geografischen Daten und chinesischen Benennungen zum Zeitpunkt der Antragstellung wieder. Das ursprüngliche nominierte Gebiet umfasste auch städtische Siedlungen, landwirtschaftlich genutztes Land und einige größere Infrastruktureinrichtungen. Die Weltnaturschutzunion (IUCN) empfahl nach Evaluierung im Oktober 2005 eine partielle Korrektur der Grenzen des Schutzgebietes. Die chinesische Seite entsprach dem und reichte im Dezember 2005 einen neuen Antrag mit revidierten Abgrenzungen ein. Die Änderungen umfassten unter anderem die Ausgliederung der Orte Wolong (Shawan), Gengde und Yaoji sowie intensiver landwirtschaftlich genutzte Flächen. Dadurch verringerte sich die Gesamtfläche des Schutzgebiets von ursprünglich anvisierten 9510 km² auf 9245 km². Die Tabellen geben den Zustand vor dieser Grenzkorrektur wieder. Spätere Auflistungen der revidierten Verhältnisse wurden nicht durch die UNESCO veröffentlicht.
Die Schutzgebiete befanden sich entweder in Trägerschaft der Provinz (省级 ‚Provinzebene‘) oder in nationaler Trägerschaft (国家级 ‚Nationalebene‘).
| Verwaltungseinheit       | Schutzgebiet                                                                                | Gesamt (km²) | Kerngebiet (km²) | Pufferzone (km²) | Übergangszone (km²) |
| ------------------------ | ------------------------------------------------------------------------------------------- | ------------ | ---------------- | ---------------- | ------------------- |
| Autonomer Bezirk Ngawa   | Nationales Naturschutzgebiet Wolong 卧龙国家级自然保护区                                    | 2000         | 1720             | 0280             | –                   |
| Autonomer Bezirk Ngawa   | Nationales Landschaftsschutzgebiet Siguniangshan 四姑娘山(国家级)风景名胜区                 | 0450         | 070              | 0380             | –                   |
| Autonomer Bezirk Ngawa   | Nationales Naturschutzgebiet Siguniangshan 四姑娘山国家级自然保护区                         | 0530         | –                | 0530             | 1540                |
| Autonomer Bezirk Ngawa   | Provinz-Landschaftsschutzgebiet Miyaluo 米亚罗(省级)风景名胜区                              | 0820         | 040              | 0780             | 0460                |
| Autonomer Bezirk Ngawa   | Provinz-Naturschutzgebiet Caopo 草坡省级自然保护区                                          | 0330         | 0170             | 0160             | 0530                |
| Bezirksfreie Stadt Ya’an | Nationales Naturschutzgebiet Fengtongzhai 蜂桶寨国家级自然保护区                            | 0540         | 0340             | 0200             | –                   |
| Bezirksfreie Stadt Ya’an | Provinz-Landschaftsschutzgebiet Jiajinshan 夹金山(省级)风景名胜区                           | 1780         | 1440             | 0340             | 0740                |
| Bezirksfreie Stadt Ya’an | Provinz-Naturschutzgebiet Labahe 喇叭河省级自然保护区                                       | 0240         | 0200             | 040              | –                   |
| Bezirksfreie Stadt Ya’an | Provinz-Landschaftsschutzgebiet Erlangshan 二郎山(省级)风景名胜区                           | 0730         | 0430             | 0300             | 0290                |
| Bezirksfreie Stadt Ya’an | Provinz-Naturschutzgebiet Heishuihe 黑水河省级自然保护区                                    | 0370         | 0260             | 0110             | –                   |
| Bezirksfreie Stadt Ya’an | Provinz-Landschaftsschutzgebiet Lingzhenshan-Daxuefengshan 灵鹫山—大雪峰(省级)风景名胜区    | 0210         | 0140             | 070              | 0400                |
| Stadt Chengdu            | Nationales Landschaftsschutzgebiet Qingchengshan-Dujiangyan 青城山—都江堰(国家级)风景名胜区 | 0160         | 040              | 0120             | 090                 |
| Stadt Chengdu            | Provinz-Landschaftsschutzgebiet Jiguanshan-Jiulonggou 鸡冠山—九龙沟(省级)风景名胜区         | 0200         | 0110             | 090              | 0170                |
| Stadt Chengdu            | Nationales Landschaftsschutzgebiet Xilingxueshan 西岭雪山(国家级)风景名胜区                 | 0150         | 0100             | 050              | 0250                |
| Stadt Chengdu            | Provinz-Landschaftsschutzgebiet Tiantaishan 天台山(省级)风景名胜区                          | –            | –                | –                | 0210                |
| Autonomer Bezirk Garzê   | Provinz-Naturschutzgebiet Jintang-Kongyu 金汤—孔玉省级自然保护区                            | 0930         | 0310             | 0620             | 0530                |
| Autonomer Bezirk Garzê   | Provinz-Landschaftsschutzgebiet Lanan (geplant) 岚安(省级)风景名胜区                        | 070          | –                | 070              | 080                 |
| Gesamt                   | Gesamt                                                                                      | 9510         | 5370             | 4140             | 5290                |

| Verwaltungseinheit       | Verwaltungseinheit    | Schutzzone (km²) | Kerngebiet (km²) | Pufferzone (km²) | Übergangszone (km²) |
| ------------------------ | --------------------- | ---------------- | ---------------- | ---------------- | ------------------- |
| Autonomer Bezirk Ngawa   | Wenchuan (mit Wolong) | 2330 (2000)      | 1890 (1720)      | 0440 (280)       | 0530                |
| Autonomer Bezirk Ngawa   | Kreis Xiaojin         | 0980             | 070              | 0910             | 1540                |
| Autonomer Bezirk Ngawa   | Kreis Li              | 0820             | 040              | 0780             | 0460                |
| Autonomer Bezirk Ngawa   | Summe                 | 4130             | 2000             | 2130             | 2530                |
| Bezirksfreie Stadt Ya’an | Baoxing               | 2320             | 1780             | 0540             | 0740                |
| Bezirksfreie Stadt Ya’an | Tianquan              | 0970             | 0630             | 0340             | 0290                |
| Bezirksfreie Stadt Ya’an | Lushan                | 0580             | 0400             | 0180             | 0400                |
| Bezirksfreie Stadt Ya’an | Summe                 | 3870             | 2810             | 1060             | 1430                |
| Stadt Chengdu            | Dujiangyan            | 0160             | 040              | 0120             | 090                 |
| Stadt Chengdu            | Chongzhou             | 0200             | 0110             | 090              | 0170                |
| Stadt Chengdu            | Dayi                  | 0150             | 0100             | 050              | 0250                |
| Stadt Chengdu            | Qionglai              | –                | –                | –                | 0210                |
| Stadt Chengdu            | Summe                 | 0510             | 0250             | 0260             | 0720                |
| Autonomer Bezirk Garzê   | Kangding              | 0930             | 0310             | 0620             | 0530                |
| Autonomer Bezirk Garzê   | Luding                | 070              | –                | 070              | 080                 |
| Autonomer Bezirk Garzê   | Summe                 | 1000             | 310              | 0690             | 0610                |
| Insgesamt                | Insgesamt             | 9510             | 5370             | 4140             | 5290                |

## Fauna und Flora

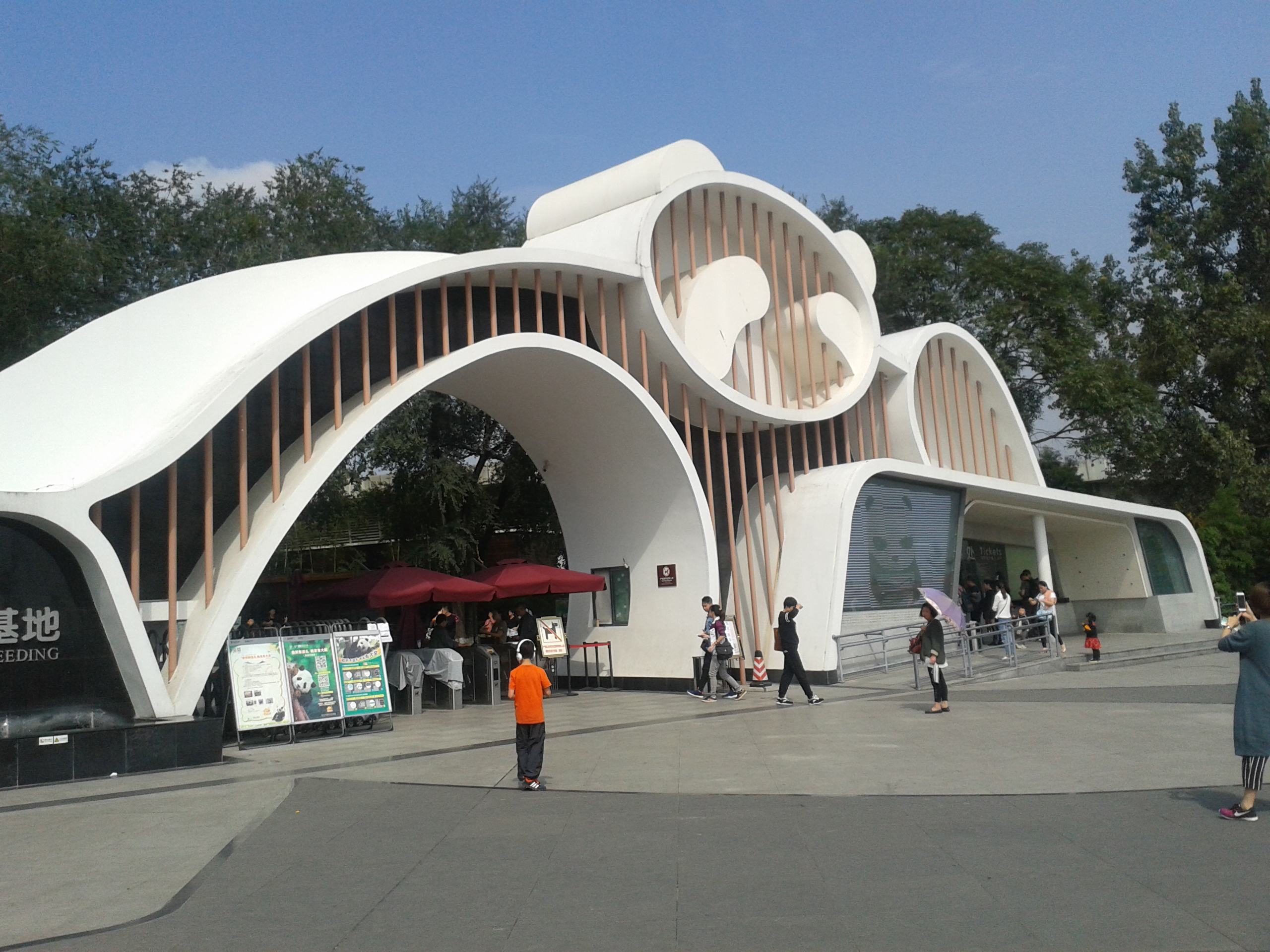
Eingang zur Panda-Forschungsstation

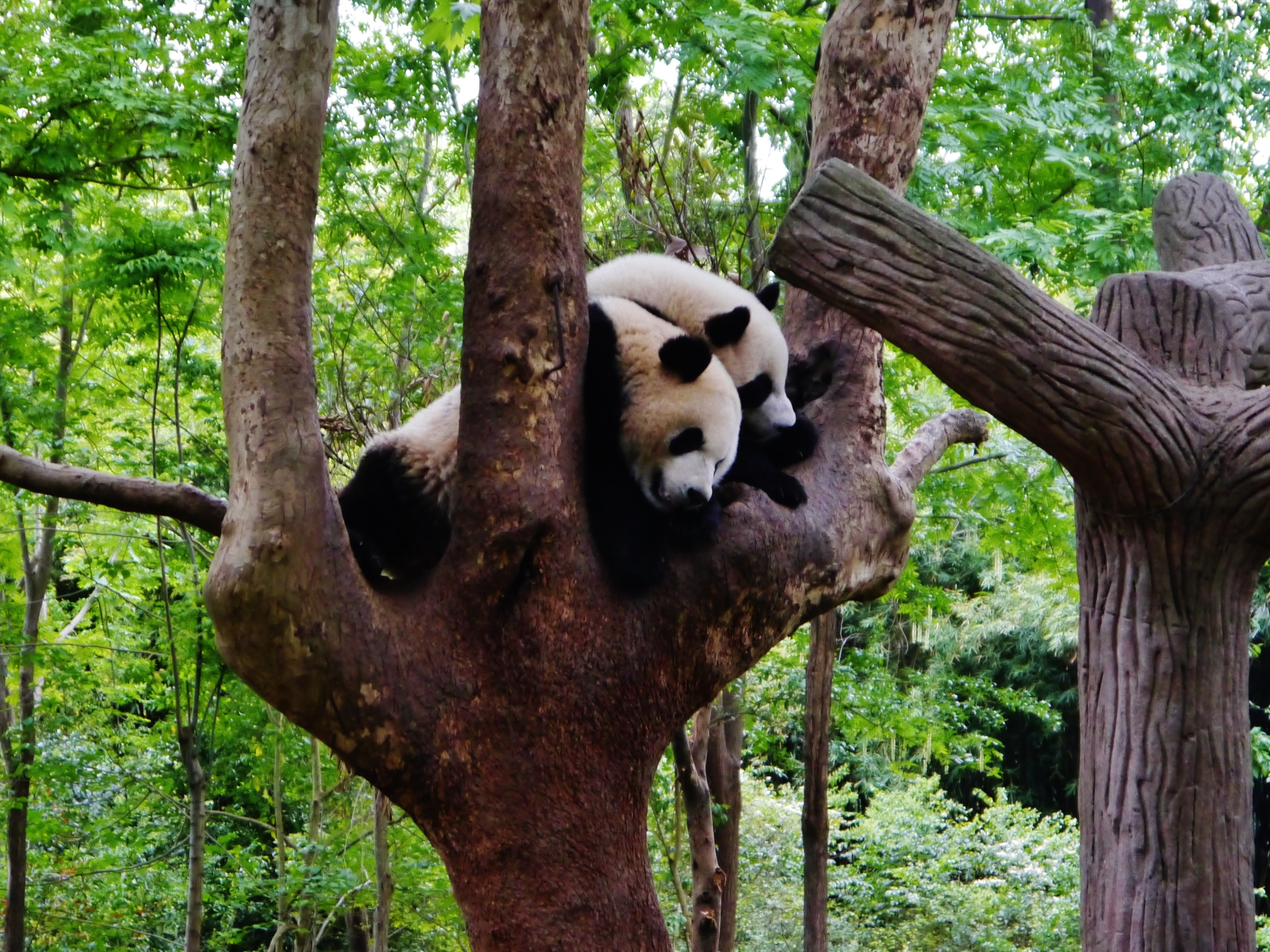
Große Pandas

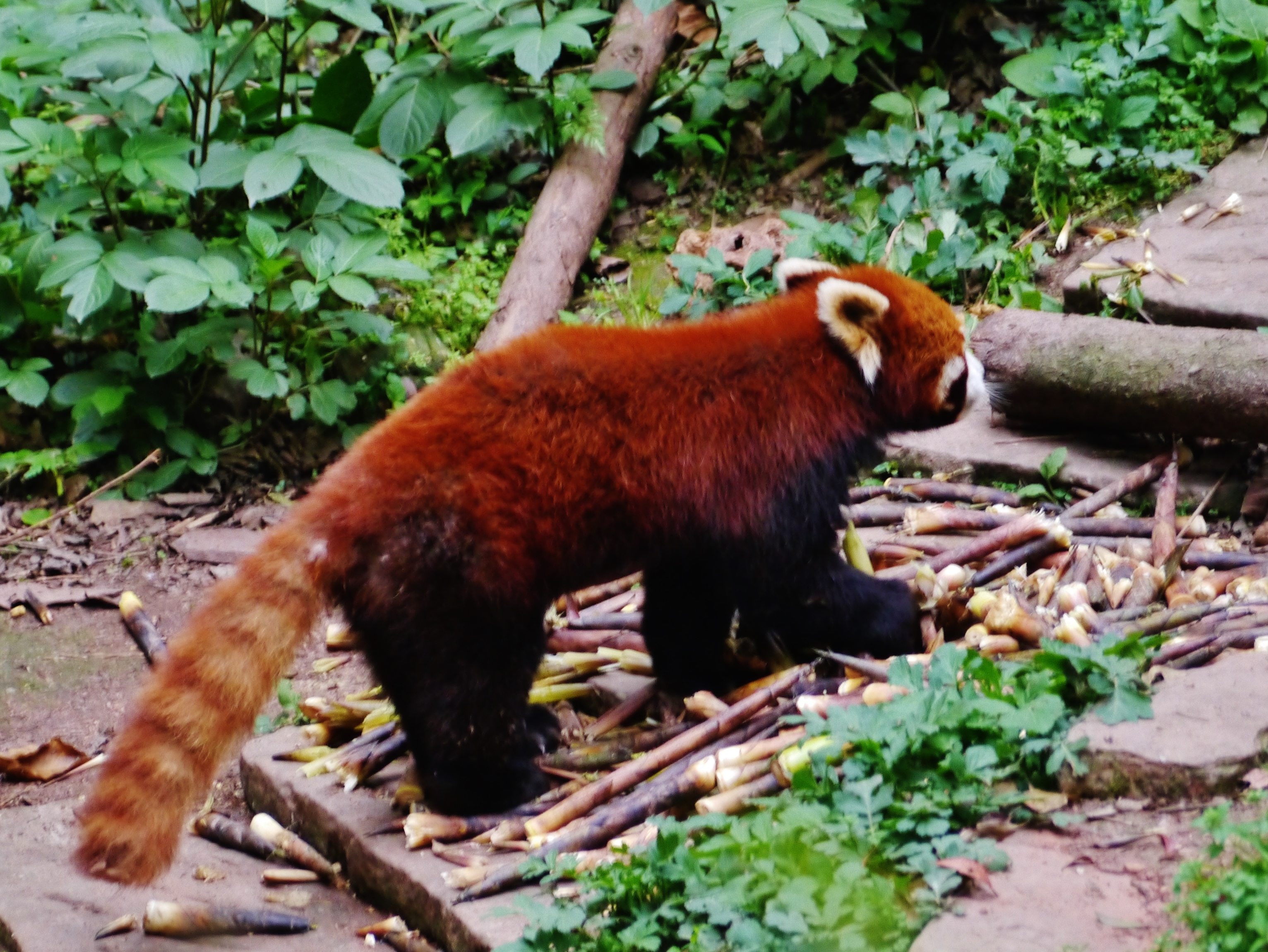
Kleiner Panda

Die Fauna und Flora sind durch eine große Vielfalt, einen relativ hohen Endemiegrad und das Vorkommen seltener und bedrohter Arten gekennzeichnet.

### Fauna
Das Gebiet ist vor allem aufgrund seiner Population an Großen Pandas bekannt. Der Große Panda ist eine Reliktart aus den paläo-tropischen Wäldern des Tertiär und hat sich im Laufe der Evolution zu einem einzigartig spezialisierten Pflanzenfresser in der Ordnung der Karnivoren weiterentwickelt. Er ernährt sich fast ausschließlich von Bambus und sein bevorzugter Lebensraum sind subtropische Bergwälder in einer Höhe zwischen 2200 und 3200 Metern. Der Große Panda ist der einzige Vertreter seiner Familie und wird auf der Roten Liste gefährdeter Arten der Weltnaturschutzunion (IUCN) geführt. In China genießt er offiziell höchsten Schutzstatus. Im Jahr 2003 wurde der Zahl in China lebenden Großen Pandas auf 1112 ± 240 geschätzt, davon 907 ± 196 in der Provinz Sichuan, entsprechend etwa 82 %.
Neben dem Großen Panda sind auch andere bedrohte Säugetiere wie der Rote oder Kleine Panda, der Schneeleopard, der Nebelparder, die Goldstumpfnase, der Weißlippenhirsch und der Sichuan-Takin zu finden. Insgesamt wurden 542 Arten von Vertebraten, darunter 109 Säugetierarten in 25 Familien (entsprechend mehr als  20 % aller in China vorkommenden Säugetiere), hier registriert. Das Schutzgebiet ist außerdem für seine reichhaltige Vogelwelt bekannt. Es wurden 365 Vogelarten in 45 Familien gezählt (darunter mehrere endemische Arten, wie Grünschwanz-Glanzfasan, Braunkehl-Keilschwanzhuhn, Chinasingdrossel, Rotschwanztimalie), von denen etwa 300 Arten vor Ort brüten. Etwa die Hälfte der Reptilien sind endemisch, wie Japalura szechwanensis, Achalinus meiguensis, Leiolopisma monticola und Pareas chinensis.

### Flora
Die Pflanzenwelt umfasst zwischen 5000 und 6000 Arten in über 1000 Gattungen. 50 davon wurden als in China endemisch identifiziert und 67 genießen Schutzstatus (Stand 2006). Diese sehr reichhaltige Flora ist durch die große klimatische und biogeografische Vielfalt des Gebiets bedingt, das sehr verschiedene Klimazonen und Bodentypen umfasst. Einige Pflanzenarten, wie der Taschentuchbaum, gehören einer Reliktflora an und gelten als „lebende Fossilien“.

## Aufnahme in das UNESCO-Welterbe

### Antrag, Evaluation und Aufnahme
Im Jahr 1986 nominierte die Volksrepublik China das Wolong-Naturreservat zur Aufnahme in das UNESCO-Welterbe. Dem nominierten Gebiet wurde durch die Auswahlgremien zwar das Potential zur Aufnahme ins Welterbe attestiert, aber die chinesische Seite wurde aufgefordert, einen neuen Antrag einzureichen und dieses Gebiet im Rahmen eines Gesamtkonzepts zusammen mit benachbarten Schutzgebieten als Welterbe auszuweisen. Im April 2005 stellte die Volksrepublik China bei der Weltnaturschutzunion (IUCN) den Antrag zur Aufnahme der o. g. Schutzgebiete. Die IUCN erstellte dazu am 11. April 2006 einen Bericht.

### Sichuan-Erdbeben 2008
Nach dem schweren Erdbeben in Sichuan am 12. Mai 2008 erhielt die chinesische Seite am 17. Juni 2008 vom Welterbekomitee eine Notfallhilfe von 40.000 US$ für die Untersuchung und ggf. Behebung der durch das Erdbeben in den Schutzgebieten angerichteten Schäden.

### Reevaluation 2010 und danach
Vom 12. bis 17. April 2010  besuchte eine Abordnung des Welterbekomitees die Region und erstellte einen Bericht, der auf der 34. Sitzung des Welterbekomitees in Brasília vom 25. Juli bis 3. August 2010 diskutiert wurde. Darin wurde der chinesischen Seite im Wesentlichen attestiert, die Empfehlungen des Welterbekomitees umgesetzt zu haben. Es wurde jedoch kritisiert, dass keine reguläre Überwachung der Schutzgebiete durch die chinesische Aufsichtsbehörde stattfinde. Diese erhielte keine regelhaften Berichte aus den Schutzgebieten, sondern werde erst tätig, wenn ihr akute Probleme gemeldet würden. Eine weitere nachdrückliche Empfehlung war die, dass auch das Naturschutzgebiet Rongjin mit in das Naturerbe aufgenommen werden solle, da dieses ein wichtiges Verbindungsglied zwischen den Pandaschutzgebieten im Qionglai- und dem Liang-Gebirge darstelle.
Der ursprüngliche Name Schutzgebiete des Großen Panda in Sichuan - Wolong, Siguniangshan und Jiajin-Gebirge wurde in Schutzgebiete des Großen Panda in Sichuan geändert. Hinsichtlich des Sichuan-Erdbebens wurden nur geringe Schäden in den Panda-Reservaten registriert.
Auf der 36. Sitzung des Welterbekomitees in Sankt Petersburg vom 24. Juni bis 6. Juli 2012 wurde den Schutzgebieten eine „herausragende universelle Bedeutung“ (outstanding universal value) attestiert.